# Gady Kozma
Gady Kozma (século XX) é um matemático israelense.
Kozma obteve um doutorado em 2001 na Universidade de Tel Aviv, orientado por Alexander Olevskii. É pesquisador do  Instituto Weizmann da Ciência.